# Шейх-ель-Абу
Шейх-ель-Абу́ — невеликий острів в Червоному морі в архіпелазі Дахлак, належить Еритреї, адміністративно відноситься до району Дахлак регіону Семіен-Кей-Бахрі.

## Географія
Розташований за 1,2 км біля південного краю острова Харат. Має овальну потовщену форму. Довжина 850 м, ширина до 350 м. Острів облямований кораловими рифами. На ньому споруджено маяк.